# Opławiec (przystanek kolejowy)
Opławiec  – zlikwidowany wąskotorowy kolejowy przystanek osobowy na terenie Bydgoszczy, na osiedlu Opławiec, przy ulicy Opławiec, należący do Bydgosko-Wyrzyskich Kolei Dojazdowych. Przystanek z powodu nierentowności trasy zamknięto w roku 1969, a ostatecznie zlikwidowano rok później.